# Cambarus tuckasegee
Cambarus tuckasegee är en kräftdjursart som beskrevs av Cooper och Schofield 2002. Cambarus tuckasegee ingår i släktet Cambarus och familjen Cambaridae. IUCN kategoriserar arten globalt som nära hotad. Inga underarter finns listade i Catalogue of Life.